# Medinilla rhodorhachis
Medinilla rhodorhachis är en tvåhjärtbladig växtart som beskrevs av Baker f.. Medinilla rhodorhachis ingår i släktet Medinilla och familjen Melastomataceae. Inga underarter finns listade i Catalogue of Life.